# 班加望牧场
班加望牧场（Banjawarn Station）是位于西澳大利亚州一处偏远的牧牛场，过去曾作为牧羊场经营。1990年代，该牧场的租约由日本末日邪教组织奥姆真理教（Aum Shinrikyo）持有。东京地铁沙林毒气袭击事件发生后，澳大利亚联邦警察（AFP）对该牧场展开了调查。班加望站是澳大利亚70个最大牧场之一。

## 描述
班加望站位于西澳大利亚州卡尔古利（Kalgoorlie）以北约350公里（220英里）、珀斯（Perth）以东北约800公里（500英里）处，坐落于大维多利亚沙漠（Great Victoria Desert）边缘的里奥诺拉（Leonora）社区。牧场占地约404,680公顷（1,000,000英亩）。
该地的土地主要由鹧鸪草草丛、木尔加树（mulga）、盐藜（saltbush）及天然草原构成，适合一年生与多年生牧草生长。四条主要溪流及其他水道两侧分布有桉树和木尔加树。此外，牧场内还包含多个水潭与湖泊系统。

## 历史
班加望牧场建立于1903年，此后历经多位所有人更替。
1928年，该牧场由沃伦兄弟（Warren brothers）拥有，饲养约1,000只绵羊。
1993年，该牧场由日本奥姆真理教（Aum Shinrikyo）持有，为期一年。至2010年，牧场租约由科尔文·戴（Colvin Day）与阿黛尔·戴（Adele Day）承租，当时牧场饲养约2,500头干旱大师牛（Droughtmaster）、短角牛（Shorthorn）与婆罗门牛（Brahman）。

## 奥姆真理教
奥姆真理教是日本的末日邪教组织，曾策划并实施多起刑事与恐怖袭击。1993年4月，教团副领袖早川纪代秀（Kiyohide Hayakawa）抵达西澳大利亚，随即通过空壳公司购入班加望牧场并在当地设立设施。早川声称此行旨在勘查铀矿资源，并在笔记中称赞铀矿品位优良，但其描述所指为南澳大利亚州而非班加望。早川本人曾于同年4月和5月两度到访牧场。
该空壳公司由日裔澳大利亚公民岛田泰子（Yasuko Shimada）名义控制，她早年曾加入宗教团体“真光”（Mahikari）。
牧场附近原住民社区主席菲利斯·托马斯（Phyllis Thomas）回忆，1993年8月下旬，她与数名原住民曾在牧场偏远地带目击约五名身着全身防护服与头盔的教团成员，其中部分人员站在一架双引擎飞机旁，另有人员在机内。
1993年9月，一支自称“科学家”的奥姆成员小组携带多种化学品入境澳大利亚，其中包括被误标为“洗手液”的浓盐酸。
澳大利亚联邦警察报告指出，教团行李中夹带大量化学品和矿业设备，超额行李费超过2万美元。物品包括机械开沟机、十字镐、汽油发电机、防毒面具、呼吸器与铁锹等，并为进口这些物资缴纳逾1.5万澳元关税。海关对全员行李进行搜查，查获4升浓盐酸（部分容器标签为“洗手液”）及氯化铵、硫酸钠、高氯酸、氨水等化学品；相关化学品与部分实验设备随后被扣押。
教团随后在澳大利亚再次购入化学品，并于牧场北部架设用途不明的研究设施。1995年澳大利亚当局突袭牧场时，现场仍残留计算机和实验室设备。
因牧场水井故障，澳大利亚政府要求奥姆真理教聘用经理照管羊群。教团照办，并于1994年初拆除研究设备，将牧场恢复为牧羊场；教团坚持仅由其成员进行剪毛，最终剪毛约2,000只羊并售予屠宰场。据雇用经理称，其间未见任何实验或采矿活动。
牧场于1994年10月售出。1995年3月20日，奥姆真理教在东京地铁施放沙林毒气，造成12人死亡、逾1,000人受伤。事后调查确认教团曾拥有班加望牧场，澳大利亚联邦警察（AFP）随即对牧场展开勘验，发现多具羊尸呈沙林中毒迹象，土壤中亦检出沙林降解物甲基膦酸（methylphosphonic acid）。警方据此认定，班加望牧场曾被用作化学武器试验场。

## 地震事件
1993年5月28日晚，西澳大利亚监测到一次神秘地震扰动，震源位于班加望站以南。冲击波横贯数百英里沙漠，目击者仅有少数长途卡车司机和淘金者；他们声称看到天空出现火球，并听到持续的低频轰鸣声。 事件原因长期未明。
曼达林天文台地球物理学家埃德·保尔（Ed Paull）称，他几乎在同一时间收到报告，指有一道明亮流星自西向东划过利奥诺拉—拉弗顿公路（Leonora–Laverton Highway）上空。
若为小行星撞击，应留下约270米宽的大型陨石坑，但现场并未发现任何痕迹。另一种解释是“爆裂体”（bolide）空爆：直径数十米以内的石质小行星在大气层中爆炸，产生强冲击波而不形成撞击坑。此情形与后续观测数据及目击者火球报告完全吻合，亦较单纯地震更能解释火球现象。
矿山爆破的可能性较低——该事件能量约为当时澳大利亚最大矿爆的170倍。澳大利亚地质调查局城市地球科学部指出，地震波形“与西澳典型地震活动一致”，事件“最可能是一场地震”。
1997年，鉴于班加望曾被奥姆真理教（Aum Shinrikyo）持有，一度出现该事件可能为其核装置试爆的猜测。估算显示事件威力相当于“一次小型核爆炸，约合高爆炸药2,000吨”。奥姆真理教曾招募前苏联核工程师，并在班加望进行铀矿勘采，对核武与化武皆具兴趣。

### 美国综合地震学研究机构调查
澳大利亚地质学家哈里·梅森（Harry Mason）于1995年初开始调查此事件，起因是震动对利奥诺拉－拉弗顿地区的艾丽西亚金矿（Alicia Mine）造成的破坏。除《卡尔古利矿工报》（Kalgoorlie Miner）1993年6月1日的一篇报道外，火球与地震最初几乎未获媒体关注。梅森通过实地及电话访谈多名目击者后撰写报告。据《纽约时报》称，正是他最早将该地震事件提交美国参议院方面关注。
美国参议院常设调查小组委员会随即委托美国综合地震学研究机构（IRIS）展开分析。IRIS报告指出，在“爆炸—地震”两种假设中，现有数据更倾向于地震解释，但某些特征又与两者皆不完全吻合，且受资料所限。关于流星体假设，报告在设定流星尺寸的前提下指出：石质或碳质流星体会在10 千米以上高空空爆，铁质流星体才可能撞击地面；前者难以产生可探测地震信号，后者则可以。因此报告重点评估铁质流星体撞击情景，认为观测结果与之相符，但缺乏撞击坑这一关键证据。
梅森仍坚称，至少部分观测现象应源于拉弗顿金达利超视距雷达网（Jindalee Operational Radar Network，JORN）设施一次未公开的试验；然而该观点普遍受到质疑。

### 美国参议院调查
美国参议院政府事务委员会下设的常设调查小组委员会（Permanent Subcommittee on Investigations）在调查这起地震事件及奥姆真理教整体活动时，披露了该教团在西澳大利亚的相关行踪。
尽管早川纪代秀于1993年5月身在班加望，委员会法律顾问表示，“我们后来获得信息，认为爆炸发生（1993年5月28日）时，该组织成员已离境”。
小组委员会的报告指出，1993年9月抵达西澳的教团成员中包括教主麻原彰晃本人。麻原与一批追随者同行，其中有五名未满15岁的女性，均未与父母同行。此外，随行者还包括组织第三号人物村井秀夫（天体物理学博士），而二号人物早川纪代秀已于当月稍早抵达。